# Baryconus pycnos
Baryconus pycnos är en stekelart som beskrevs av Mikhail Vasilievich Kozlov och Lê 1987. Baryconus pycnos ingår i släktet Baryconus och familjen Scelionidae. Inga underarter finns listade.